# Mittelsächsisches Lösshügelland
Das Mittelsächsische Lösshügelland ist ein Naturraum in Zentral-Sachsen. Die derzeit in der Landschaftsplanung Sachsens maßgebliche Gliederung der Naturräume in Sachsen weist das Mittelsächsische Lösshügelland im hierarchischen Rang einer Makrogeochore innerhalb der Naturregion Sächsisches Lössgefilde aus.

## Merkmale, Lage, Teilräume
In der oben genannten Gliederung besitzt der Naturraum Mittelsächsisches Lösshügelland einen Flächeninhalt von 766,12 km². Es handelt sich um eine hügelige, überwiegend landwirtschaftlich genutzte Landschaft, die Höhenlagen um 220 m bis 250 m erreicht. Als charakteristisches und gegen die benachbarten Naturräume abgrenzendes Merkmal wird die geschlossene und nahezu durchgehend mehrere Meter mächtige Verbreitung von Löss als Bodensubstrat angeführt, während der tiefere geologische Untergrund für die Naturraumeigenschaften nur eine untergeordnete Rolle spielt. Dementsprechend repräsentiert der Naturraum in einer West-Ost-Ausdehnung von etwa 50 Kilometern zwischen den Tälern der Vereinten Mulde und der Elbe bzw. zwischen den Städten Grimma und Meißen das Kerngebiet der Lössverbreitung innerhalb Sachsens. Im Norden lässt sich das Mittelsächsische Lösshügelland gut gegen das durch geringmächtig verbreiteten Sandlöss charakterisierte Altmoränengebiet des Naturraums Nordsächsisches Platten- und Hügelland abgrenzen, wobei besonders die von Nerchau über Mügeln bis Niedermuschütz verlaufende, 30 bis 50 m hohe sogenannte Lössrandstufe oder Nordsächsische Hügellandstufe eine markante Struktur bildet. Der südliche, trotz des im Gelände wenig auffallenden Merkmalswechsels relativ bewegte Grenzverlauf, der u. a. die Städte Colditz, Döbeln, Nossen und Wilsdruff berührt, weist dagegen auf die enge Verzahnung mit dem benachbarten Naturraum Mulde-Lösshügelland hin, welcher durch geringmächtige und stärker veränderte Lössderivate gekennzeichnet ist.
Innerhalb des Mittelsächsischen Lösshügellandes werden folgende Teilräume im Rang von Mesogeochoren unterschieden:
- Mügelner Lösshügelland (172,77 km²)
- Lommatzscher Pflege (291,27 km²)
- Meißener Lösshügelland (72,58 km²)
- Dresden-Meißener Lössplateaurand (45,61 km²)
- Döbeln-Leisniger Muldeland (183,89 km²)

Zur weiteren Subgliederung (Mikrogeochoren) siehe Liste der naturräumlichen Einheiten in Sachsen.
Auf die administrative Gliederung des Freistaats Sachsen bezogen, erstreckt sich der Naturraum Mittelsächsisches Lösshügelland vom Osten des Landkreises Leipzig über den Süden des Landkreises Nordsachsen, den Norden des Landkreises Mittelsachsen, den Südosten des Landkreises Meißen, und mit seinem äußersten südöstlichen Zipfel kleinflächig bis auf das Territorium der (kreisfreien) Landeshauptstadt Dresden.

## Geologie
Festgesteine treten fast nur in den tiefer eingeschnittenen Tälern zutage, darunter Plutonite des Meißener Massivs, Vulkanite des Nordwestsächsischen Eruptivkomplexes sowie zum Schiefermantel des Sächsischen Granulitgebirges gehörige Phyllite.
Eine Besonderheit im ansonsten an Kalkgesteinen armen Sachsen ist der bei Ostrau vorkommende  Dolomit, der im Zechsteinmeer entstand.
Die Verwitterung der alten Grundgesteine während des Tertiärs führte stellenweise zur Bildung von Kaolin. Außerdem entstammen dieser Epoche einige kleinere Braunkohleflöze.
Der die heutige Landoberfläche prägende und dominierende Löss wurde als äolisches Sediment während der Weichsel-Kaltzeit abgelagert. An Talhängen und anderen Geländeschwellen, wo er Mächtigkeiten von über 10 m bis nahe 20 m erreichen kann, sind in den unteren Bereichen der Schichtenfolge auch Reste älterer Lössdecken aus der Saale-Kaltzeit erhalten geblieben, die von einem Paläoboden des Eem-Interglazial abgeschlossen werden.

## Vegetation und Landnutzung
Im Flachland gibt es kaum Waldgebiete. Diese sind ausschließlich bei den Talhängen der Flüsse (Mulde mit Freiberger und Zwickauer Mulde) zu finden. Die Mittelsächsische Lösshügellandschaft ist für die Landwirtschaft von großer Bedeutung, z. B. neben dem Getreideanbau auch für den Anbau von Gemüse und Obst.